# Dalälven
El Dalälven (literalment: El riu de la vall en suec) és un riu del centre de Suècia, el tercer del país pel que fa a longitud. La seva capçalera està dividida en dues grans branques: l'Österdalälven (al nord-est) i el Västerdalälven (al sud-oest), que s'uneixen a Djurås.
Malgrat estar situat en el que en un mapa semblaria ser el sud del centre del país, el riu ha estat tradicionalment vist com la frontera amb la "Terra del nord" (Norrland), colonitzada pels pobladors suecs (escandinaus) només en els darrers dos segles, i encara de manera molt difusa.

## Transport de troncs

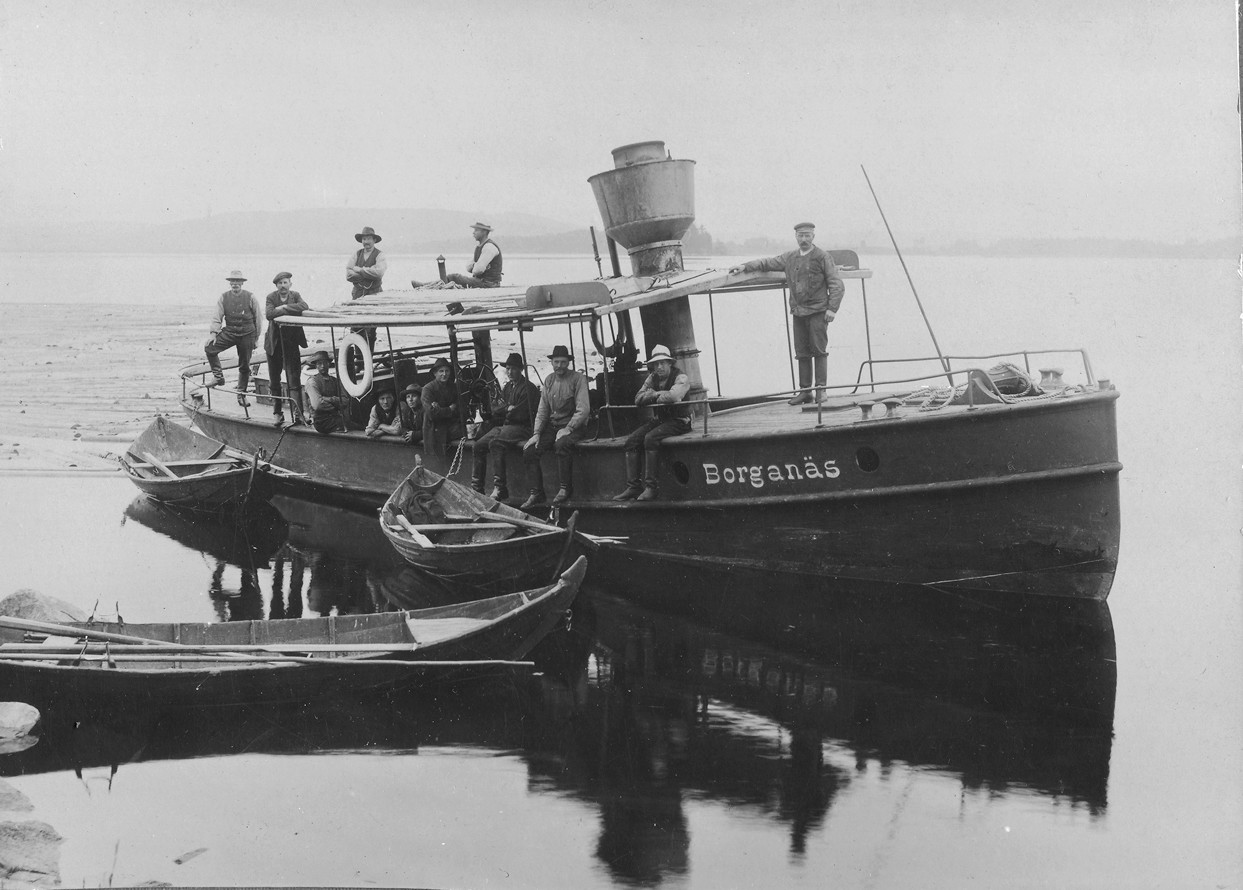
Transportistes de troncs al llac Hovran de Dalälven, aproximadament el 1920.

El transport de troncs per aquest riu és documentat des del segle xvii. Un fet destacat fou la prohibició de Carles IX de tallar arbres més a prop d'una milla escandinava de distància de la Mina Falun. Tot i això, fins que es va produir la reforma Storskifte i l'abolició el 1849 dels costums anglesos en relació als productes de fusta, el transport de troncs va romandre a petita escala. Quatre companyies van dominar el transport de la zona: Korsnäs AB, Kopparfors, Stora Enso i la serradora Skutskär.
El pic d'activitat es va produir el 1952, quan es transportaven més de 30 milions de troncs anuals. L'activitat es va allargar fins ben entrat el 1970, quan va baixar progressivament el nivell del riu. El 1973 es va tancar l'activitat i el 1977 les empreses van ser desmantellades.